# Gjandža
Gjandža (ázerbájdžánsky Gəncə, rusky Гянджа, Gjandža) je třetí největší město Ázerbájdžánu. Žije zde přibližně 331 tisíc obyvatel.
Narodil se zde perský básník Nizámí Gandžaví.

## Poloha
Město se rozkládá na úpatí Malého Kavkazu na západě země, na řece Gjandžačaj v povodí Kury. Je důležitým železničním bodem na železnici Baku–Tbilisi.

## Původní názvy
V raném středověku Arabové město nazývali Džanza. Arabští historici tvrdí, že tento název pochází z arabského slova perského původu kanz, což znamená poklad. 
Až do roku 1804 neslo město jméno Gəncə (čteno jako Gjandža), v letech 1804–1918 se jmenovalo Jelizavetpol, v letech 1918 až 1935 opět Gəncə a v letech 1935 až 1989 Kirovabad; poté se již podruhé vrátilo k historickému názvu.

## Průmysl
Z průmyslových oborů je výrazná výroba oxidu hliníku, přístrojů, porcelánu a koberců. Ve městě se také zpracovává bavlna (vyzrňování) a nachází se zde textilní a potravinářský průmysl.

## Významní rodáci
Jsou seřazení podle data narození:
- Mchitar Goš (1130–1213) – arménský duchovní, teolog, spisovatel, básník a právník
- Nizámí Gandžaví (1141–1209) – perský básník
- Mirza Šafi Vazeh (1800–1852) – ázerbájdžánský básník
- Khalil bey Khasmammadov (1875–1945) – ázerbájdžánský politik a diplomat
- Nasib bey Yusifbeyli (1881–1920) – ázerbájdžánský publicista, politik a státník
- Fikret Amirov (1922–1984) – ázerbájdžánský skladatel vážné hudby
- Jurij Petrovič Ščekočichin (1950–2003) – ruský politik a investigativní novinář
- Ilgar Šaban ogly Džafarov (* 1960) – ázerbájdžánský fotoreportér
- Ilgar Muškijev (* 1990) – ázerbájdžánský judista
- Togrul Asgarov (* 1992) –  ázerbájdžánský zápasník-volnostylař, olympijský vítěz z roku 2012

## Partnerská města
- Bursa, Turecko (1990)
- Derbent, Rusko
- Dnipro, Ukrajina
- Eskişehir, Turecko (2013)
- Kars, Turecko
- Moskva, Rusko
- Newark, Spojené státy americké
- Olomouc, Česko (2012)][5][6]
- Rustavi, Gruzie
- Samarkand, Uzbekistán (2023)[7]
- Smyrna, Turecko
- Tabríz, Írán (2015)

## Fotogalerie

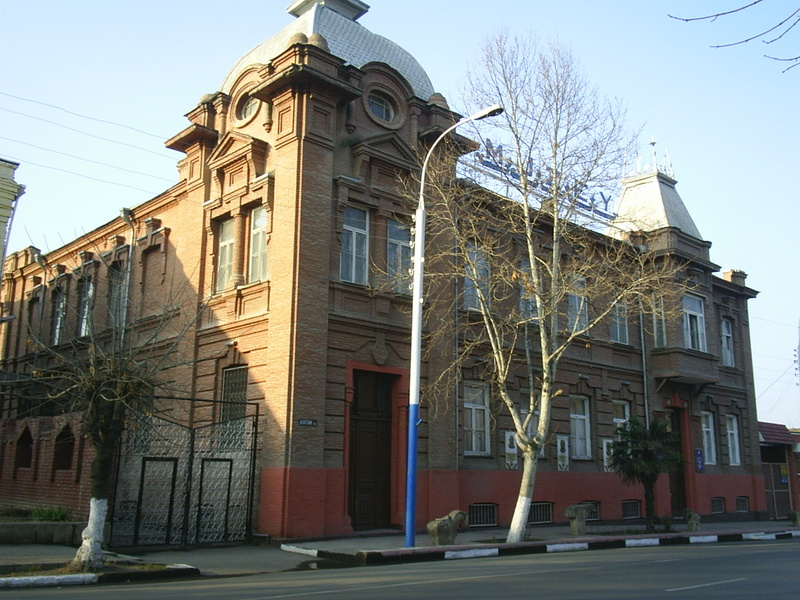
Archeologické museum
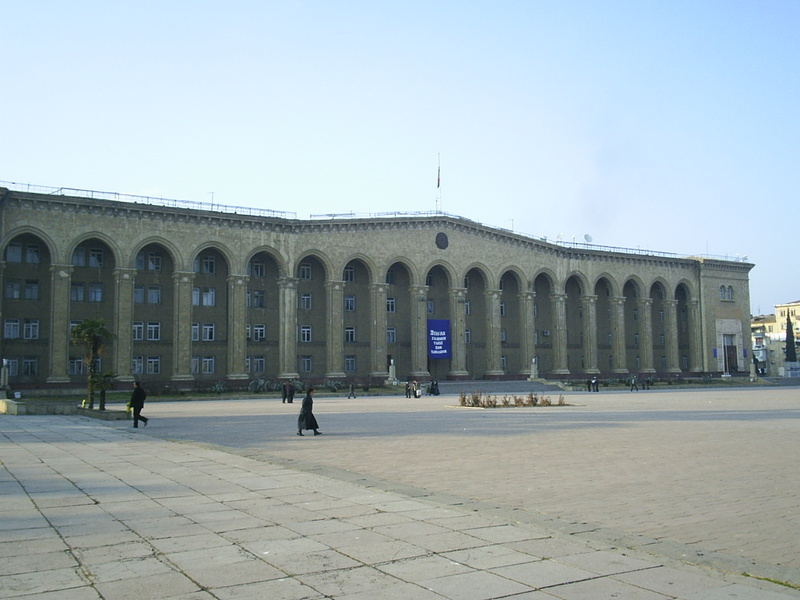
Radnice
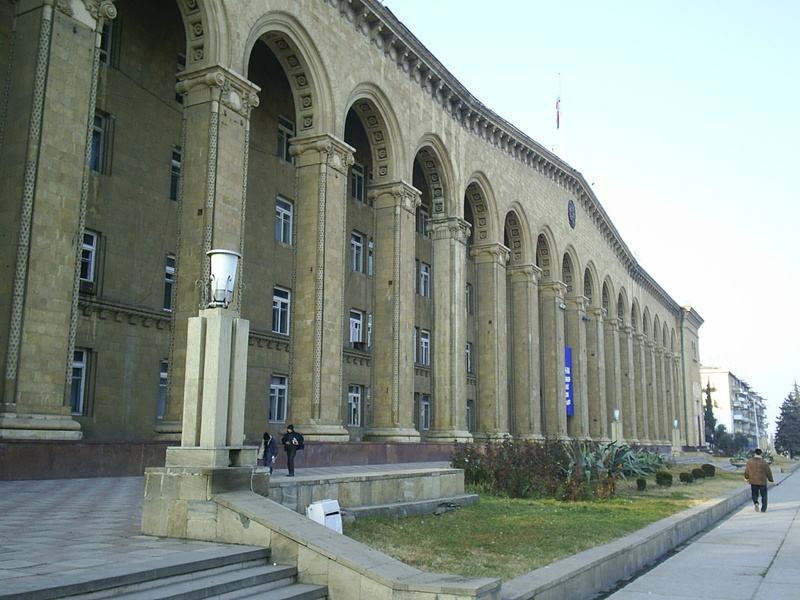
Radnice
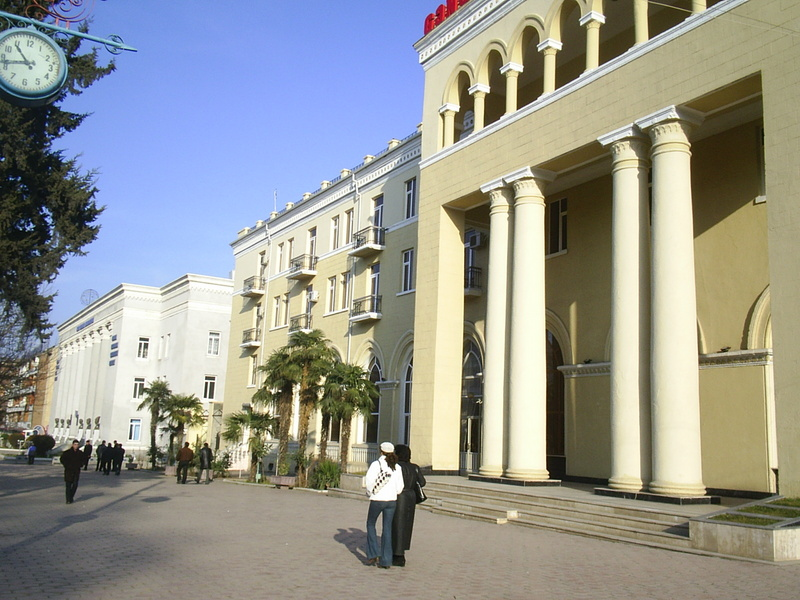
Střed města
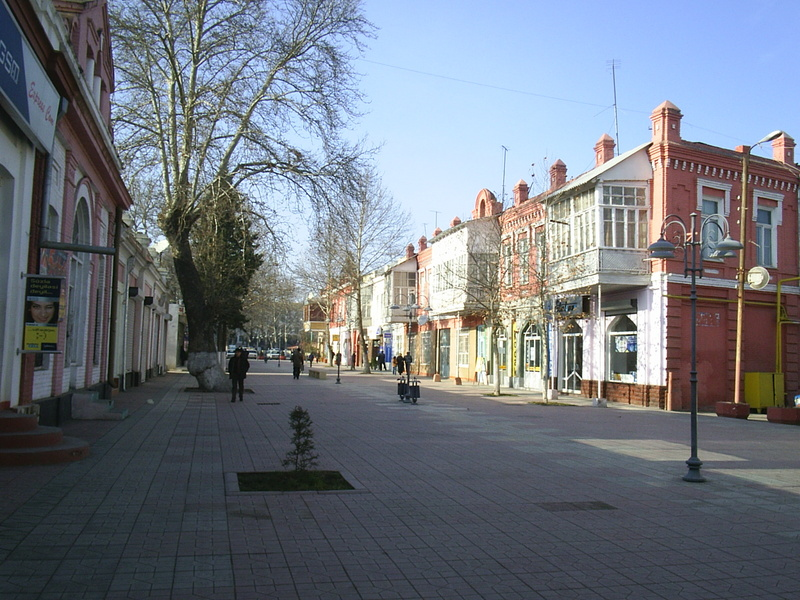
Střed města (ulice Cavadchan)
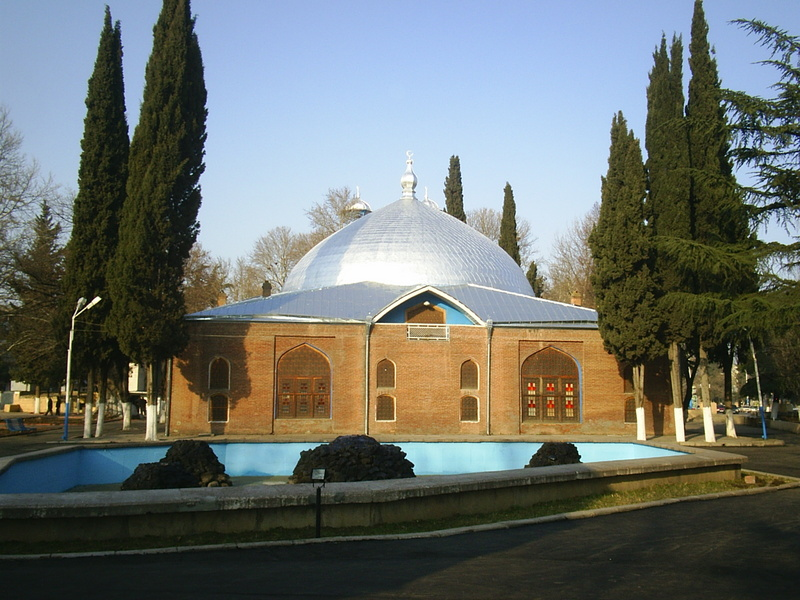
Mešita Shah Abbas
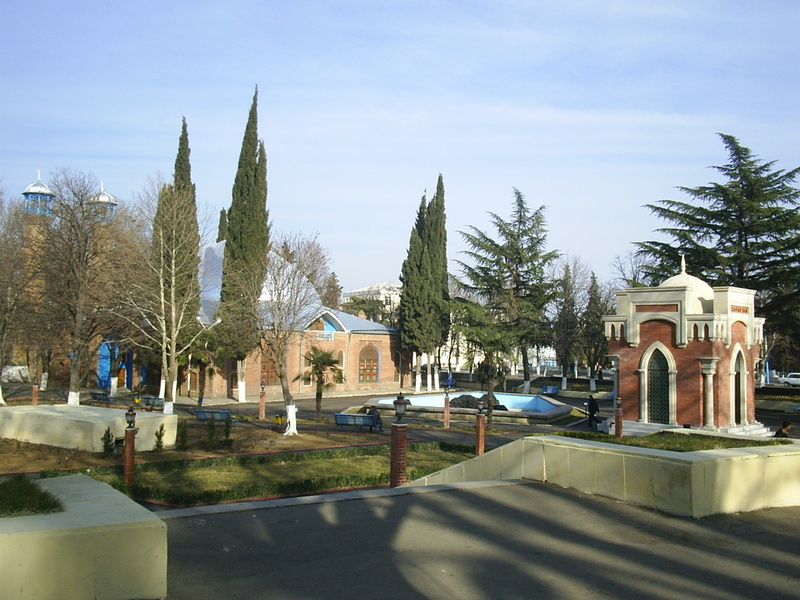
Park před mešitou Shah Abbas